# Suctobelbidae
Suctobelbidae zijn  een familie van mijten. Bij de familie zijn 31 geslachten met circa 350 soorten ingedeeld.